# Suite bourguignonne de Vierne
La Suite bourguignonne, op. 17 de Louis Vierne est une suite de sept pièces pour piano.
Composée durant l'été 1899, la première audition de l'œuvre a lieu le 2 mai 1900 à la Société de musique nouvelle, Salle Érard, par sa dédicataire Juliette Toutain. Par la suite, Vierne réalise une orchestration de quatre pièces, présentées en public le 19 mai 1910 à la Salle Pleyel, par l'Orchestre des Concerts du Conservatoire sous la direction de Philippe Gaubert. 

## Composition
Au mois de mai 1898, Louis Vierne fait la connaissance d'Arlette Taskin. L'attirance qu'ils ressentent l'un pour l'autre les amène à se fiancer dès le 8 octobre, et à se marier le 20 avril 1899 : « Assurément le sentiment amoureux favorise l'inspiration créatrice, car deux œuvres importantes jalonnent cette période », la Suite bourguignonne pour piano — « souriante, juvénile, marquée par Franck, Fauré et même Chabrier » — et la première des Symphonies pour orgue.
Le titre choisi, Suite bourguignonne, étonne quelque peu : « Vierne n'était pas originaire de Bourgogne et l'œuvre ne paraît pas être d'inspiration spécifiquement bourguignonne. Nous sommes loin de Maurice Emmanuel — un grand ami de Vierne — qui a si finement illustré le folklore de cette région. Alors, que penser ? Vierne n'ayant jamais choisi un titre à la légère, il faut croire, faute de mieux, que soit la famille Taskin soit celle de la dédicataire avait des attaches bourguignonnes. De toute manière, cela ne remet pas en cause l'intérêt que présentent ces sept pièces ».

## Création
Dédiée à Juliette Toutain, élève de Louis Vierne, la Suite bourguignonne est créée par la jeune pianiste le 2 mai 1900 à la Société de musique nouvelle, Salle Érard.
Le succès remporté auprès du public incite son auteur à réaliser une orchestration de quatre pièces — Aubade, Légende bourguignonne, À l'Angélus du soir et Danse rustique — comme Ravel devait le faire pour certaines pièces du Tombeau de Couperin. La nouvelle suite pour orchestre est présentée en public le 19 mai 1910 à la Salle Pleyel, par l'Orchestre des Concerts du Conservatoire sous la direction de Philippe Gaubert. Le succès public et critique est immense, la presse saluant « une orchestration digne des Russes. Elle est hélas perdue… »

## Présentation

### Mouvements
L'œuvre est composée de sept pièces :
1. « Aubade » — Allegro ( = 96) en mi majeur, à deux temps (),
2. « Idylle » — Cantabile ( = 48) en si bémol majeur, à quatre temps (),
3. « Divertissement » — Presto ( = 132) en mi majeur, à 
,
4. « Légende bourguignonne » — Andantino ( = 104) en ut dièse mineur, à 
,
5. « À l'Angélus du soir » — Larghetto ( = 66) en fa dièse majeur, à 
,
6. « Danse rustique » — Risoluto ( = 120) en si majeur, à 
,
7. « Clair de lune » — Andante sostenuto ( = 60) en sol majeur, à

La partition est éditée chez Alphonse Leduc en 1900.

### Analyse
Selon Bernard Gavoty, « tout n'est pas de la même veine dans cette Suite ; un critique difficile pourrait accuser le caractère un peu conventionnel de certaines pièces, réussies d'ailleurs, comme l'Aubade et la Danse rustique. Peut-être aussi l'Angelus du soir égrène-t-il ses notes dans un ciel trop bleu semé de nuages trop roses. Mais qui trouverait à redire à la charmante Idylle, avec ses couplets et sa mélodie ingénue, qui laisse déjà prévoir l'Andante de la Sonate pour violon et piano, ou à la Légende, complainte visiblement recueillie de la bouche édentée d'une vieille paysanne — c'est du moins l'impression que donnent le thème et l'accompagnement obstiné, subtilement archaïque ? Le Divertissement est preste, fugace, et le Clair de lune, contemporain des fiançailles, dit avec peu de notes le bonheur émerveillé du jeune artiste, car nous devons, de toute évidence, cette page ensoleillée à cette période heureuse de son existence ».

## Discographie
- Louis Vierne : L'œuvre pour piano, enregistrement intégral par Olivier Gardon (1995, 2 CD Timpani 2C2023)

### Ouvrages généraux
- Marc Vignal, Dictionnaire de la musique, Paris, Larousse, 2005, 1078 p. (ISBN 2-03-511001-7, lire en ligne), « Louis Vierne », p. 1026.

### Monographies
- Franck Besingrand, Louis Vierne, Paris, Bleu nuit éditeur, coll. « Horizons » (no 28), 2011, 176 p. (ISBN 978-2-35884-018-7),
- Bernard Gavoty, Louis Vierne : La vie et l'œuvre, Paris, Buchet/Chastel, 1980 (1re éd. 1943), 322 p.